# Renaud Lavillenie
Renaud Lavillenie (Barbezieux-Saint-Hilaire, 18 de setembre, 1986) és un atleta francès especialitzat en el salt de perxa, set vegades campió d’Europa (quatre en pista coberta i tres a l’aire lliure), tres vegades campió del món en pista coberta i subcampió del món a Moscou 2013, campió olímpic a Londres 2012 i subcampió als Jocs Olímpics de Rio de Janeiro 2016. Explusmarquista mundial de l'especialitat amb un salt de 6,16 m.

## Carrera esportiva

### Inicis
Comença a fer atletisme a l'edat de set anys al Cognac Athletic Club. Durant l'adolescència, practica també la modalitat de volteig en un club d'equitació dirigit pel pare, Gilles Lavillenie, exsaltador de perxa amateur. Comença a especialitzar-se en perxa a quinze anys, sota les ordres del pare, també entrenador del Cognac AC. El seu germà petit, Valentin Lavillenie, nascut el 1991, també és saltador de perxa.

### Consagració
El 21 de juny de 2009, en el Campionat d'Europa de clubs celebrat a Leiria, és el primer perxista francès que supera el llistó per damunt dels 6 metres en una competició a l'aire lliure. En el Campionat del Món de Berlín, ja era el favorit per a la final. Durant els últims salts, però, és superat per Steve Hooker, medalla d'or, i pel seu compatriota Romain Mesnil, medalla d'argent.
El 5 de març de 2011, guanya per segona vegada consecutiva el títol de campió d’Europa en pista coberta, a París, amb un salt de 6,03 m, amb el qual estableix un nou rècord del campionat, a més de batre el rècord de França. És la tercera millor marca mundial en pista coberta de l’època, només superada per les de Serguei Bubka i Steve Hooker.

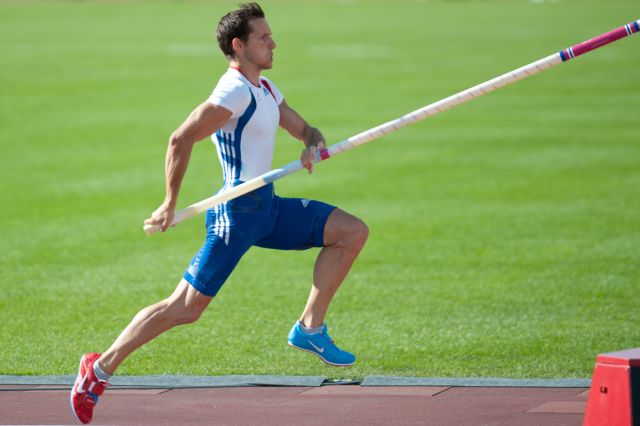
Campionat d’Europa, Hèlsinki, 2012.

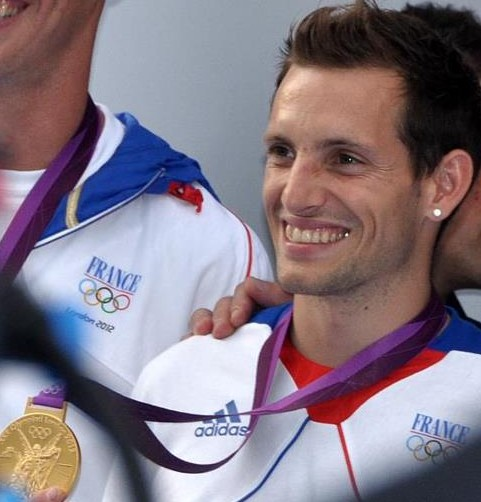
Medalla d’or als Jocs Olímpics de Londres, 2012.

### Rècord del món
El 15 de febrer de 2014, a Donetsk (Ucraïna), bat el rècord del món, en possessió de l'ucraïnès Serguei Bubka des del 1993, amb un salt de 6,16 m, plusmarca que conserva fins al febrer del 2020, quan el suec Armand Duplantis la millora amb un salt de 6,17 m i 6,18 m una setmana després.

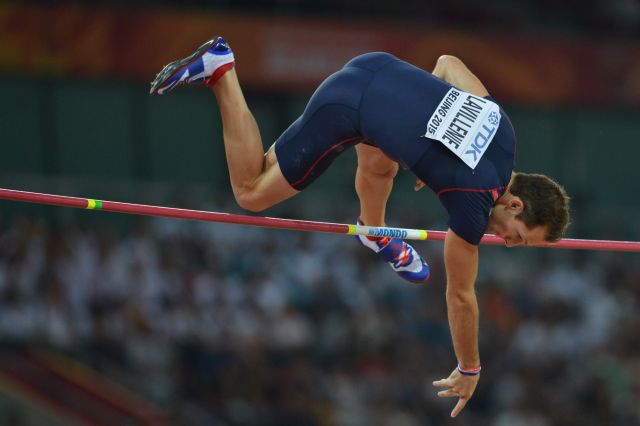
Campionat del Món, Pequín, 2015.

### Intent de nou rècord del món
El gener del 2021, a Tourcoing, torna a superar els sis metres (6,02 m). És la vintena vegada que ho aconsegueix des de l’inici de la seva carrera i la primera d’ençà del Campionat del Món de pista coberta de Portland, al març del 2016. En la mateixa competició, intenta, sense èxit, batre el rècord del món amb el llistó situat a 6,20 m.

## Palmarès
| Data | Competició                                | Lloc           | Posició | Marca  |
| ---- | ----------------------------------------- | -------------- | ------- | ------ |
| 2008 | Copa d’Europa de nacions en pista coberta | Moscou         | 1r      | 5,60 m |
| 2009 | Campionat d’Europa en pista coberta       | Torí           | 1r      | 5,81 m |
| 2009 | Campionat d’Europa de Seleccions          | Leiria         | 1r      | 6,01 m |
| 2009 | Campionat del Món                         | Berlín         | 3r      | 5,80 m |
| 2010 | Campionat d’Europa de Seleccions          | Bergen         | 1r      | 5,70 m |
| 2010 | Campionat d’Europa                        | Barcelona      | 1r      | 5,85 m |
| 2010 | Copa Continental                          | Split          | 2n      | 5,90 m |
| 2011 | Campionat d’Europa en pista coberta       | París          | 1r      | 6,03 m |
| 2011 | Campionat d’Europa de Seleccions          | Estocolm       | 5è      | 5,50 m |
| 2011 | Campionat del Món                         | Daegu          | 3r      | 5,85 m |
| 2012 | Campionat d’Europa en pista coberta       | Istanbul       | 1r      | 5,95 m |
| 2012 | Campionat d’Europa                        | Hèlsinki       | 1r      | 5,97 m |
| 2012 | Jocs Olímpics                             | Londres        | 1r      | 5,97 m |
| 2013 | Campionat d’Europa en pista coberta       | Göteborg       | 1r      | 6,01 m |
| 2013 | Campionat d’Europa de Seleccions          | Gateshead      | 1r      | 5,77 m |
| 2013 | Campionat del Món                         | Moscou         | 2n      | 5,89 m |
| 2014 | Campionat d’Europa de Seleccions          | Braunschweig   | 1r      | 5,62 m |
| 2014 | Campionat d’Europa                        | Zúric          | 1r      | 5,90 m |
| 2014 | Copa Continental                          | Marràqueix     | 1r      | 5,80 m |
| 2015 | Campionat d’Europa en pista coberta       | Praga          | 1r      | 6,04 m |
| 2015 | Campionat d’Europa de Seleccions          | Txeboksari     | 1r      | 5,85 m |
| 2015 | Campionat del Món                         | Pequín         | 3r      | 5,80 m |
| 2016 | Campionat del Món en pista coberta        | Portland       | 1r      | 6,02 m |
| 2016 | Jocs Olímpics                             | Rio de Janeiro | 2n      | 5,98 m |
| 2017 | Campionat d’Europa de Seleccions          | Lilla          | 1r      | 5,80 m |
| 2017 | Campionat del Món                         | Londres        | 3r      | 5,89 m |
| 2018 | Campionat del Món en pista coberta        | Birmingham     | 1r      | 5,90 m |
| 2018 | Campionat d’Europa                        | Berlín         | 3r      | 5,95 m |
| 2018 | Copa Continental                          | Ostrava        | 2n      | 5,80 m |
| 2019 | Campionat d’Europa de Seleccions          | Bydgoszcz      | 3r      | 5,71 m |
| 2021 | Jocs Olímpics                             | Tòquio         | 8è      | 5,70 m |

## Rècords
| Prova         | Prova         | Marca  | Lloc    | Data           | Rècord                      |
| ------------- | ------------- | ------ | ------- | -------------- | --------------------------- |
| Salt de perxa | Aire lliure   | 6,05 m | Eugene  | 30 maig 2015   | Rècord de la Diamond League |
| Salt de perxa | Pista coberta | 6,16 m | Donetsk | 15 febrer 2014 | Rècord del món              |

## Altres competicions internacionals
- Set vegades campió de la Diamond League en l'especialitat del salt de perxa (2010-2016).

- Vencedor de la DécaNation en salt de perxa (2010-2014 i 2016).

## Tècnica
El 2011, durant el Campionat d’Europa d’atletisme en pista coberta, a París-Bercy, Serguei Bubka, aleshores plusmarquista de salt perxa, comenta la tècnica de salt de Renaud Lavillenie amb aquestes paraules: «Aprofita bé els salts, es concentra bé i obté una velocitat fenomenal en la cursa d’impuls, que acompanya amb un domini de la tècnica gairebé perfecte. Per a alguns, era massa baix per superar els sis metres normalment, però jo mai no he pensat que aquest fos un criteri rellevant. L’important és el traspàs d’energia de la velocitat de cursa a la perxa i, en aquest sentit, Renaud no té cap rival en l’actualitat».

## Altres activitats
També ha participat en competicions de motociclisme, com les 24 hores de Le Mans, l'any 2013.
Al novembre del 2019, és elegit president de la Comissió d’atletes de l'IAAF.

## Vida privada
Està casat amb Anaïs Poumarat, també perxista, i és pare d’una nena, Iris, nascuda el 2017. Manté una bona amistat amb els joves perxistes del circuit mundial, sobretot amb Sam Kendricks i Armand Duplantis.

## Premis i distincions
- Atleta mundial de l'any (2014)
- Atleta europeu de l'any (2014)
- Cavaller de la Legió d’Honor (2014)